# NGC 3189
NGC 3189 is een deel van een sterrenstelsel in het sterrenbeeld Leeuw. Het maakt deel uit van het sterrenstelsel NGC 3190. Het hemelobject werd in 1850 ontdekt door Johnstone Stoney, assistent van de Ierse astronoom William Parsons.